# クレメンス・アウグスト・フォン・バイエルン
クレメンス・アウグスト・フォン・バイエルン（Clemens August I. Ferdinand Maria Hyazinth von Bayern, 1700年8月16日 - 1761年2月6日）は、ヴィッテルスバッハ家出身の聖職者であり、ケルン大司教および選帝侯を兼ねた人物である。その他にも複数の領主司教や、ドイツ騎士団総長の要職を務めた。

## 家族構成
父はバイエルン選帝侯マクシミリアン2世エマヌエル、母はポーランド王ヤン3世ソビエスキの娘テレサ・クネグンダ・ソビエスカである。アストゥリアス公ヨーゼフ・フェルディナントは異母兄にあたる。また、後に神聖ローマ皇帝カール7世となったバイエルン選帝侯カール・アルブレヒトは同母兄であり、スペイン王フェリペ5世は従兄である。

## 生涯

### 幼年期と初期の聖職者としてのキャリア
クレメンス・アウグストは、父がスペイン領ネーデルラント総督を務めていた関係で、ブリュッセルで誕生した。幼少期にバイエルンへ戻るものの、スペイン継承戦争の勃発により、バイエルンはオーストリアの占領下に置かれ、父は亡命を余儀なくされる。このため、クレメンス・アウグストは兄弟とともにオーストリアの捕虜となり、軟禁生活を送った。
戦争終結後、一時的にバイエルンへ帰還するが、父マクシミリアン2世エマヌエルの意向により、高位聖職者として教会領主の地位に就くため、兄フィリップ・モーリッツと共にローマへ留学した。
1719年、兄フィリップ・モーリッツがミュンスターとパーダーボルンの司教に選出されるが、同年中に急逝したため、クレメンス・アウグストがその跡を継ぐこととなった。1722年には、叔父であるケルン大司教ヨーゼフ・クレメンスから後継者に指名され、翌1723年の叔父の死去に伴い、ケルン大司教に就任した。これは、バイエルンのヴィッテルスバッハ家が保持していた大司教および選帝侯の地位を保全し、その影響力を本家の戦略に利用するという父の狙いがあったためである。その後、クレメンス・アウグストはヒルデスハイム、オスナブリュックの司教も兼任し、1732年にはドイツ騎士団総長に就任した。

### 聖職者としての姿勢と政治活動
若くして要職に就いたクレメンス・アウグストであったが、聖職者になることへの強い意志は欠けていたとされる。ケルン大司教就任の際、ローマからの大使に対し聖職に就きたくないと述べ、周囲を困惑させた。父は厳格な書簡と家臣を送り、彼に就任を強制した。結果として、儀式執行の職務は果たしたものの、毎日のように仮面舞踏会に通い、愛妾を囲うなど、私生活は奔放であった。また、狩猟に熱中する一方で、莫大な費用を投じて城館や庭園を築造しており、その放漫な財政は領民に大きな負担を強いた。
父の死後、クレメンス・アウグストは独自の政治行動を取り始めるが、その方針は気分によって頻繁に変化した。当初は本家の意に反してオーストリアと友好的な関係を築いたが、ポーランド継承戦争ではフランスを支持し、その後再びオーストリアに接近した。オーストリア継承戦争では、同母兄カール・アルブレヒトに帝冠を授けた。
しかし、兄を快く思っていなかったとされるクレメンス・アウグストは、兄の即位後まもなくオーストリアに急接近した。兄の没落と死後は、甥マクシミリアン3世ヨーゼフとオーストリアの間を取り持ち、フュッセン条約の締結に貢献した。その後、改めてフランツ・シュテファンに帝冠を贈呈した。オーストリアからは多額の援助金が送られたものの、彼の態度は依然として変転著しく、神聖ローマ皇帝フランツ1世からは「風見鶏」と揶揄された。
1761年、60歳で死去した。後継者には弟のリエージュ司教ヨハン・テオドールを望んだが、ローマ教皇クレメンス13世は彼の素行不良を理由に承認しなかったため、ヴィッテルスバッハ家によるケルン大司教職の世襲は叶わなかった。

## 評価
クレメンス・アウグストは、精神的に不安定な人物であったと評される。自国の大臣や各国の大使に対し、深い信頼を寄せたかと思えば突然追放するなど、その行動には混乱が目立った。外交方針の頻繁な変更も、その精神状態の表れであると考えられている。聖職者としても政治家としても高い評価を得ていない人物である。
一方で、芸術面においては功績を残している。世界遺産にも登録されているブリュールのアウグストゥスブルク城と別邸ファルケンルストなどの建築物を建設させたことは、彼の文化的貢献として特筆される。
地元のボン大学では、彼に関する研究が行われており、特に芸術への貢献に焦点を当てた発表がなされている。